# Вішера (притока Малого Волховця)
Вішера — річка в Новгородській області Росії, впадає в правий рукав Волхова — Малий Волховець. Утворюється при злиття річок Мала Вішерка і Велика Вішера. Довжина — близько 80 км.
На Вішері розташовано близько десяти населених пунктів, найбільше з яких село Савіно. Від річки Мсти до Вішери проходить Вішерський канал.
Найбільші притоки: Тюлька, Сосниця (праві); струмки Гремач, Лопатинський і Запольський (ліві).
Річку перетинають чотири автомобільних мости.